# Hans Ernst Kinck
Hans Ernst Kinck (Øksfjord, 1865 — Oslo, 1926) va ser un escriptor i filòleg noruec. La seva literatura s'emmarca en el romanticisme amb una certa visió nacionalista i es mostra crític amb el naturalisme i el racionalisme. Va escriure novel·les, assajos, obres teatrals i històries curtes. En les seves històries hi destaca una certa influència d'Edgar Allan Poe i les seves novel·les tenen sovint protagonistes rurals i descriuen l'arribada de la modernitat. Els seus assajos són fonamentalment de tipus històric. Les seves obres se situen principalment a Vestlandet (Noruega).

## Obres
- Ungt Folk (‘Gent jove’ 1893)
- Flaggermusvinger (‘Ales de voliac’, 1895)
- Herman Ek (1923)